# Маркос Алонсо
Маркос Алонсо Мендоса (роден на 28 декември 1990 г.), известен като Маркос Алонсо, е испански професионален футболист, който играе за испанския клуб Селта Виго като ляв защитник, халф-бек или ляв полузащитник.
Започва кариерата си в Реал Мадрид, но продължава кариерата си в Болтън Уондърърс в Англия, а по-късно и във Фиорентина в Италия. Неговите подвизи в отбора от Флоренция, карат Челси да го привлече за около £24 милиона през 2016 година.

## Клубна кариера

### Реал Мадрид
Роден в Мадрид, Алонсо се присъединява към младежката академия на Реал Мадрид като дете, като в следващите години играе за всяка младежка формация. През 2008 г. той започва да играе в Реал Мадрид Кастилия, който се състезава в Сегунда Дивисион и за пръв път се появява в игра за резервния отбор на 22 февруари 2008 г., записвайки цял мач при загубата с 0 – 1 срещу Алкоркон.
На 11 декември 2009 г. Алонсо за първи път е извикан в първия отбор от треньорът Мануел Пелегрини за мач от Ла Лига срещу Валенсия. В крайна сметка той не влиза в групата от 18 футболисти, а дебютът му идва на 4 април следващата година, когато влиза като смяна на мястото на Гонсало Игуаин в 90-ата минута при победата с 2:0 над Расинг Сантандер.

### Болтън
Алонсо се присъединява към Болтън Уондърърс от Висшата лига за неразкрита сума на 27 юли 2010 г. Прави дебюта за клуба в Купата на лигата при победата с 1:0 срещу Саутхемптън на 24 август. Първото му участие в лигата идва на 1 януари 2011 г., започвайки на мястото на наказания Пол Робинсън срещу Ливърпул на „Анфийлд“.
Алонсо отбелязва първия си гол за Болтън на 31 март 2012 г., при успеха с 3 – 2 срещу ФК Улвърхамптън Уондърърс. В края на сезон 2012 – 13 той бива избран за играч на годината от Bolton News, спечелвайки 37% от гласовете.

### Фиорентина и Съндърланд
През май 2013 г. Алонсо подписва с тригодишен договор с италианския Фиорентина, въпреки предложения му нов договор от Болтън. На 30 декември, след като Алонсо записва девет мача, тогавашния треньор на Съндърланд Гус Пойет обявява, че играчът ще се присъедини към отбора от Англия на 1 януари 2014 г., като наемът ще продължи до края на кампанията.
Алонсо изиграва първия си мач с „Черните котки“ на 7 януари 2014 г., като изиграва пълни 90 минути в домакинска победа с 2:1 над Манчестър Юнайтед на полуфиналите на Купата на лигата и получава наградата за играч на мача от Скай Спорт. Той играе и във финала на турнира на 2 март, който Съндърланд губи с 1 – 3 от Манчестър Сити. Той записва 20 участия с червено-черната фланелка, като помага на отбора си да запази елитния си статут.
След завръщането си от периода под наем, Алонсо става редовен титуляр, натрупвайки над 70 мача в последните си два сезона в лилаво. На 19 март 2015 г. отбеляза първия си гол за „Виола“, при победата с 3:0 над Рома в 1/16 финалите на Лига Европа.

### Челси
На 30 август 2016 г., след 85 мача и общо пет гола с Фиорентина, Алонсо се завръща обратно в Англия, след като подписва петгодишен договор с Челси на стойност около 24 милиона паунда. Той прави дебюта си на 20 септември, изигравайки пълните 120 минути при победата с 4:2 срещу Лестър Сити за Купата на лигата. Четири дни по-късно за пръв път се появява в лигата при загубата с 0 – 3 от Арсенал, влизайки от пейката на мястото на Сеск Фабрегас в 55-а минута.
Алонсо вкарва първия си гол за „Сините“ на 5 ноември 2016 г. при разгромната победа с 5 – 0 над Евертън на „Стамфорд Бридж“ и добавя още два на „Кинг Пауър Стейдиъм“ при победата с 3:0 срещу Лестър на 14 януари 2017 г.
Във втория кръг от сезон 2017 – 18 вкарва пряк свободен удар и победния гол по-късно срещу Тотнъм при победата с 1:2 на „Уембли“ на 20 август 2017 г.

## Статистика
Валидна към 1 септември 2017 г.
| Отбор             | Сезон        | Първенство | Първенство | Купа    | Купа   | Купа на лигата | Купа на лигата | Европа  | Европа | Общо    | Общо   |
| Отбор             | Сезон        | Участия    | Голове     | Участия | Голове | Участия        | Голове         | Участия | Голове | Участия | Голове |
| ----------------- | ------------ | ---------- | ---------- | ------- | ------ | -------------- | -------------- | ------- | ------ | ------- | ------ |
| Реал Мадрид Б     | 2008 – 09    | 11         | 0          | —       | —      | —              | —              | —       | —      | 11      | 0      |
| Реал Мадрид Б     | 2009 – 10    | 28         | 3          | —       | —      | —              | —              | —       | —      | 28      | 3      |
| Реал Мадрид Б     | Общо         | 39         | 3          | —       | —      | —              | —              | —       | —      | 39      | 3      |
| Реал Мадрид       | 2009 – 10    | 1          | 0          | 0       | 0      | —              | —              | 0       | 0      | 1       | 0      |
| Реал Мадрид       | Общо         | 1          | 0          | 0       | 0      | —              | —              | 0       | 0      | 1       | 0      |
| Болтън            | 2010 – 11    | 4          | 0          | 3       | 0      | 2              | 0              | —       | —      | 9       | 0      |
| Болтън            | 2011 – 12    | 5          | 1          | 1       | 0      | 1              | 0              | —       | —      | 7       | 1      |
| Болтън            | 2012 – 13    | 26         | 4          | 3       | 0      | 1              | 0              | —       | —      | 30      | 4      |
| Болтън            | Общо         | 35         | 5          | 7       | 0      | 4              | 0              | —       | —      | 46      | 5      |
| Фиорентина        | 2013 – 14    | 3          | 0          | 0       | 0      | —              | —              | 6       | 0      | 9       | 0      |
| Фиорентина        | 2014 – 15    | 22         | 1          | 3       | 0      | —              | —              | 10      | 1      | 35      | 2      |
| Фиорентина        | 2015 – 16    | 31         | 3          | 1       | 0      | —              | —              | 7       | 0      | 39      | 3      |
| Фиорентина        | 2016 – 17    | 2          | 0          | 0       | 0      | —              | —              | 0       | 0      | 2       | 0      |
| Фиорентина        | Общо         | 58         | 4          | 4       | 0      | —              | —              | 23      | 1      | 85      | 5      |
| Съндърланд (наем) | 2013 – 14    | 16         | 0          | 1       | 0      | 3              | 0              | —       | —      | 20      | 0      |
| Съндърланд (наем) | Общо         | 16         | 0          | 1       | 0      | 3              | 0              | —       | —      | 20      | 0      |
| Челси             | 2016 – 17    | 31         | 6          | 3       | 0      | 1              | 0              | —       | —      | 35      | 6      |
| Челси             | 2017 – 18    | 3          | 2          | 0       | 0      | 0              | 0              | 0       | 0      | 3       | 2      |
| Общо              | Общо         | 34         | 8          | 3       | 0      | 1              | 0              | 0       | 0      | 37      | 8      |
| Общо кариера      | Общо кариера | 182        | 20         | 15      | 0      | 8              | 0              | 23      | 1      | 228     | 21     |

## Успехи
Челси
- Премиършип: 2016/17[8]
- ФА Къп: 2017/18;[9]
- Шампионска лига: 2020/21[10]
- Лига Европа: 2018/19[11]
- Суперкупа на УЕФА: 2021[12]
- Световно клубно първенство на ФИФА: 2021[13]

Барселона
- Ла лига: 2022/23[14]
- Суперкопа де Еспаня: 2023[15]